# Balatonföldvár

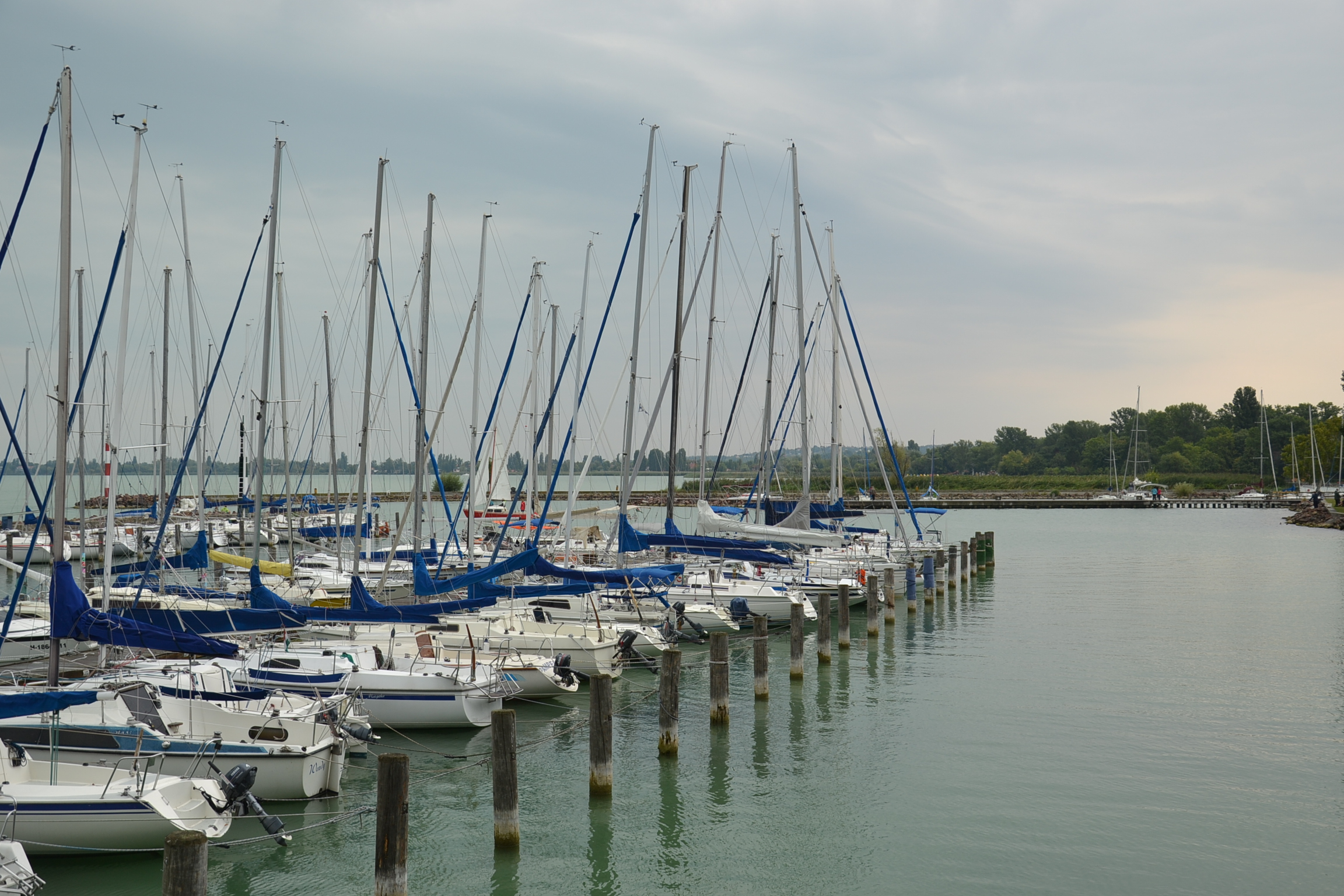
Port w Balatonföldvár

Balatonföldvár – nieduże miasto wypoczynkowe na Węgrzech, położone na południowym brzegu Balatonu, w pobliżu miasta Siófok.

## Nazwa
Nazwa Balatonföldvár wywodzi się ona od wielkiego grodziska usypanego w celach obronnych przez Celtów. Nasypy i okopy starożytnej twierdzy zachowały się do dziś.

## Historia
Miejscowość założona została przez Istvána Széchenyiego. Plan urbanistyczny opracował István Spura.
W trzeciej dekadzie września 1939 roku do obozu internowanych w Balatonföldvár przybyli oficerowie sztabowi Grupy „Stryj”. W 1940 roku, przez kilka tygodni, przebywał tu zakonspirowany Edward Śmigły-Rydz, który uciekł z internowania w Rumunii i oczekiwał momentu, kiedy będzie mógł się udać do okupowanej Polski.

## Komunikacja
Balatonföldvár posiada stację kolejową na trasie Budapeszt – Nagykanizsa.

## Miasta partnerskie
- Gaienhofen
- Saint-Georges-de-Didonne
- Kühbach
- Ylöjärvi
- Zetelaka